# Interstate 495 (New York)
Pour les articles homonymes, voir Interstate 495.
L'Interstate 495 (I-495), connue aussi comme Long Island Expressway (LIE), est une autoroute auxiliaire de l'État de New York. Elle parcourt environ 66 miles (106 km) d'ouest en est dans l'île de Long Island. Elle débute au Tunnel Queens-Midtown dans l'arrondissement de Manhattan jusqu'à la CR 58 à Riverhead, à l'est de l'île. L'I-495 croise l'I-295 à Bayside (Queens), via laquelle elle se relie à l'I-95.

## Description du tracé

### Ville de New York

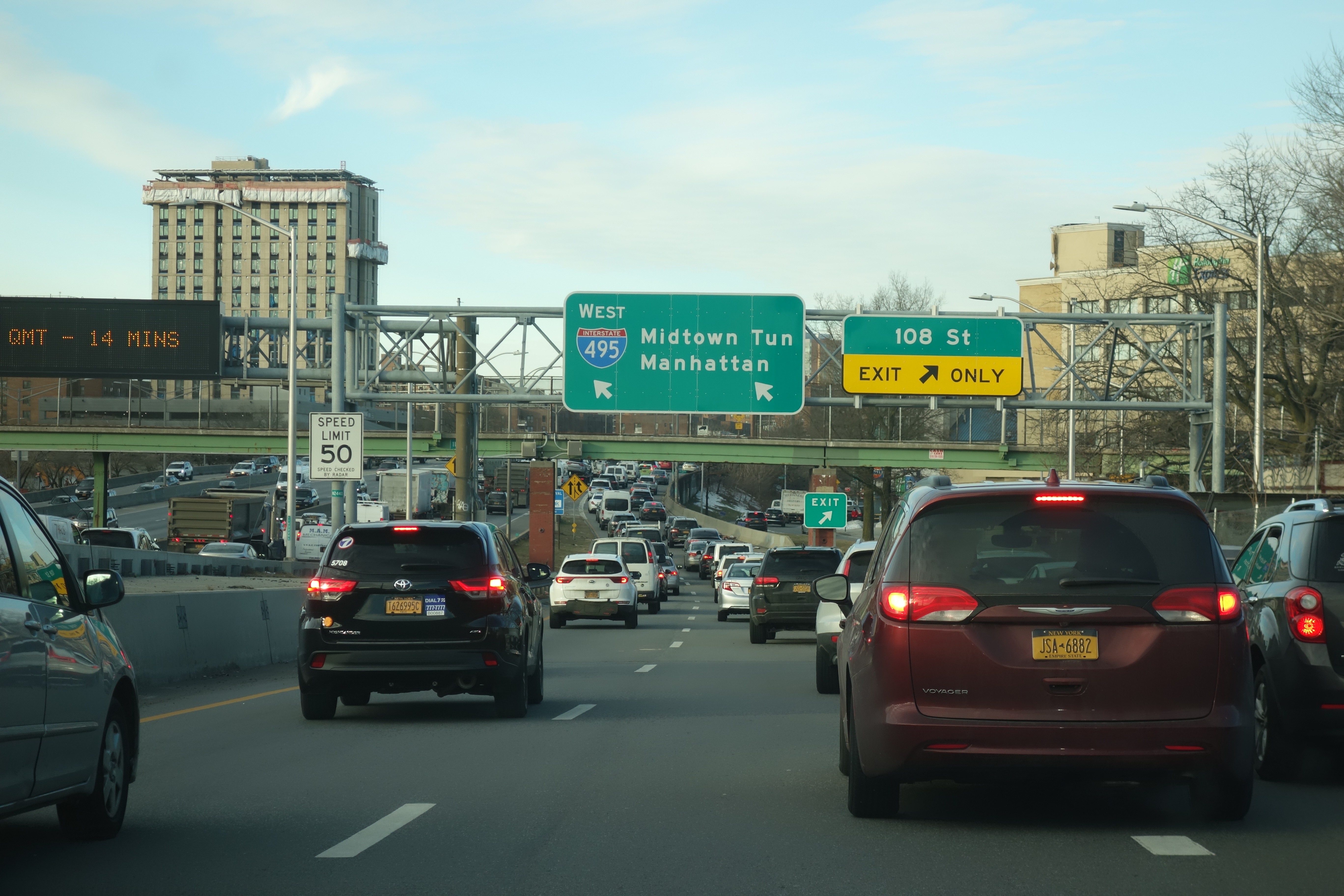
I-495 dans le Queens avec un trafic chargé. La LIE est connue localement comme "le plus long stationnement du monde".

L'autoroute débute à l'extrémité ouest du Tunnel Queens-Midtown à Murray Hill, à Manhattan. La route se dirige vers l'est, passant sous FDR Drive et la East River alors qu'elle passe dans le tunnel vers le Queens. Une fois sur Long Island, l'autoroute passe par l'ancien poste de péage du tunnel et devient la Queens–Midtown Expressway alors qu'elle parcourt l'ouest de l'arrondissement. Environ un mile (1,6 km) après être entrée dans le Queens, l'I-495 rencontre l'I-278 (Brooklyn–Queens Expressway) et devient brièvement une autoroute à deux niveaux alors qu'elle traverse le Cimetière du Calvaire. L'I-495 continue ensuite dans les quartiers de Maspeth, d'Elmhurst et de Rego Park. À l'est de la NY 25 (Queens Boulevard) à Rego Park, l'I-495 devient la Horace Harding Expressway. Elle se dirige vers le nord-est à travers Corona vers Flushing Meadows–Corona Park, croisant la Grand Central Parkway et la Van Wyck Expressway (I-678) dans les limites du parc.
L'autoroute continue à l'est et contourne Kissena Park pour ensuite rencontrer l'I-295 au nord de Cunningham Park. Après l'I-295, l'I-495 passe par le "Queens Giant", le plus vieil et haut arbre de la région métropolitaine de New York. Cet arbre est visible depuis les voies ouest de l'autoroute. Plus à l'est, l'autoroute est reliée à la Cross Island Parkway avant de quitter les limites de la ville de New York et d'entrer dans le comté de Nassau, là où elle devient véritablement la Long Island Expressway (LIE).

### Comtés de Nassau et de Suffolk

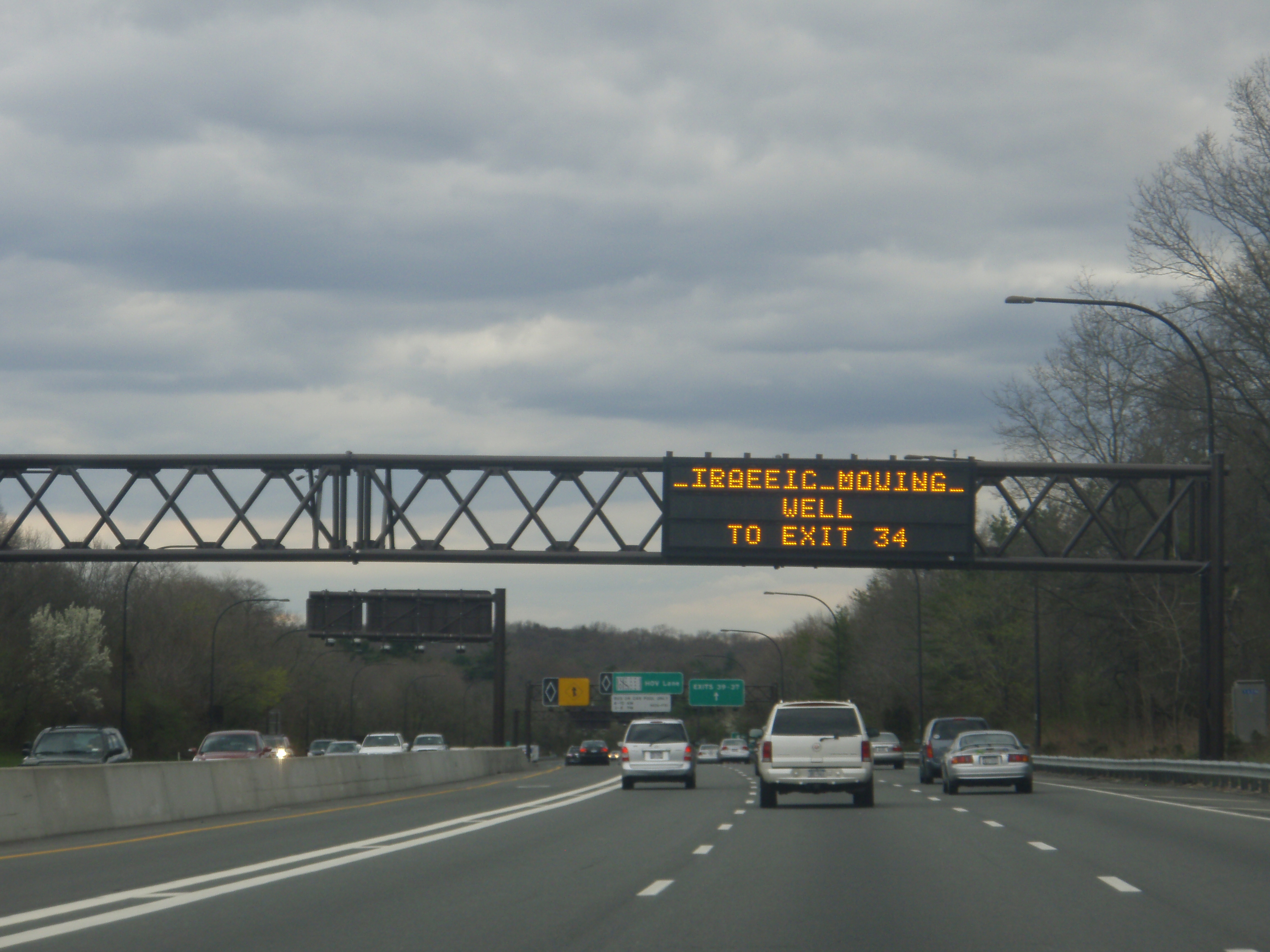
I-495 dans le comté de Nassau.

Se dirigeant vers l'est dans le comté de Nassau, l'autoroute dispose d'une voie réservée aux véhicules à occupation multiple (HOV) dans chaque direction. L'I-495 et la Northern State Parkway, laquelle longe la LIE à travers le comté, se rencontrent à trois reprises bien qu'elles ne se croisent qu'à une seule reprise près de la limite du comté. L'I-495 croise la Seaford–Oyster Bay Expressway (NY 135). Dans le comté de Suffolk, la LIE continue vers l'est avec la voie réservée aux HOV dans chaque direction jusqu'à la sortie 64 (NY 112). À cet endroit, les voies HOV se terminent et la médiane centrale s'élargit. L'autoroute entre dans une région plus rurale de Long Island.
Après la sortie 68, l'autoroute ne dispose plus de voies de service. La sortie 70 (CR 111) à Manorville constitue le dernier échangeur complet. Après la sortie 71 (NY 24 / Nugent Drive), l'autoroute se rétrécit alors qu'elle s'approche de son terminus est. Elle atteint ce terminus à la jonction avec CR 58, tout près de la NY 25.

#### Restrictions HOV
Il y a une voie réservée aux HOV dans chaque direction, dans la médiane de l'autoroute, entre les sorties 32 (Little Neck Parkway), près de la limite entre le Queens et le comté de Nassau, et la sortie 64 (NY 112), dans le centre du comté de Suffolk. Entre 6:00 et 10:00 ainsi qu'entre 15:00 et 20:00, du lundi au vendredi, ces voies sont limitées aux autobus, aux motos et aux véhicules verts sans exigences de nombre d'occupants ainsi qu'aux véhicules passagers réguliers comptant au moins deux personnes. Les véhicules commerciaux et remorques sont interdits en tout temps. Les véhicules peuvent entrer et sortir des voies HOV uniquement aux jonctions désignées.

## Liste des sorties
| Interstate 495                                            |                                           |       |        |                                                                                | | |
| Comté                                                     | Municipalité                              | mi    | km     | Sortie                                                                         | Intersections / Destinations | Notes |
| Manhattan                                                 | Murray Hill                               | 0,00  | 0,00   |                                                                                | 34th Street / 35th Street / Second Avenue / 37th Street / Third Avenue / 38th Street / 41st Street – Downtown, Crosstown, Uptown | Sorties direction ouest depuis le Tunnel Queens-Midtown |
| Manhattan                                                 | Murray Hill                               | 0,00  | 0,00   |                                                                                | Second Avenue / 34th Street / 40th Street                                                                                        | Entrées direction est vers le Tunnel Queens-Midtown |
| East River                                                | East River                                | 1,01  | 1,63   | Tunnel Queens-Midtown (péage)                                                  | Tunnel Queens-Midtown (péage) | Tunnel Queens-Midtown (péage) |
| Queens                                                    | Hunters Point                             | 1,43  | 2,30   | 13                                                                             | Borden Avenue – Pulaski Bridge                                                                                                   | Sortie et entrée en direction est |
| Queens                                                    | Hunters Point                             | 1,53  | 2,46   | 14                                                                             | NY 25A (en) est (21st Street) – Long Island City                                                                                 | Sortie direction est, entrée direction ouest |
| Queens                                                    | Long Island City                          | 2,09  | 3,36   | 15                                                                             | Van Dam Street – Ed Koch Queensboro Bridge                                                                                       | Sortie et entrée en direction ouest |
| Queens                                                    | Long Island City                          | 2,34  | 3,77   | 16                                                                             | Hunters Point Avenue / Greenpoint Avenue – Ed Koch Queensboro Bridge                                                             | Sortie direction ouest, entrée direction est |
| Queens                                                    | Long Island City                          | 2,61  | 4,20   | 17W                                                                            | I-278 ouest (Brooklyn-Queens Expressway) vers I-95 / 48th Street – Brooklyn, Staten Island                                       | Sortie 35A-B de l'I-278 |
| Queens                                                    | Long Island City                          | 2,61  | 4,20   | 17E                                                                            | I-278 est (Brooklyn-Queens Expressway) vers I-95 – Bronx, Aéroport LaGuardia                                                     | Sortie direction ouest via sortie 17W et 48th Street |
| Queens                                                    | Maspeth                                   | 3,47  | 5,58   | 18                                                                             | Maurice Avenue | Sortie direction est via sortie 17 |
| Queens                                                    | Elmhurst                                  | 4,30  | 6,92   | —                                                                              | 69th Street / Grand Avenue | Sortie direction ouest, entrée direction est via sortie 19 |
| Queens                                                    | Elmhurst                                  | 5,27  | 8,48   | 19                                                                             | NY 25 (en) (Queens Boulevard) / Woodhaven Boulevard – Rockaway                                                                   | Pas d'entrée en direction est depuis Woodhaven Boulevard |
| Queens                                                    | Elmhurst                                  | 5,58  | 8,98   | 20                                                                             | Junction Boulevard | Sortie direction ouest, entrée direction est |
| Queens                                                    | Corona                                    | 6,91  | 11,12  | 21                                                                             | 108th Street | Sortie direction ouest via sortie 22A |
| Queens                                                    | Corona                                    | 7,25  | 11,67  | 22                                                                             | Grand Central Parkway – Pont RFK, Long Island est                                                                                | Indiqué sortie 22A (est) et 22B (ouest) en direction est; indiqué sortie 22 en direction ouest                                                                     |
| Queens                                                    | Corona                                    | 7,35  | 11,83  | 22                                                                             | I-678 (Van Wyck Expressway) / College Point Boulevard – Pont de Bronx-Whitestone, Aéroport JFK                                   | Indiqué sortie 22C (I-678 sud), 22D (I-678 nord) et 22E (College Point Boulevard) en direction est; indiqué sortie 22B en direction ouest; sortie 12A-B de l'I-678 |
| Queens                                                    | Flushing                                  | 8,45  | 13,60  | 23                                                                             | Main Street | |
| Queens                                                    | Flushing                                  | 9,10  | 14,65  | 24                                                                             | Kissena Boulevard | Accès direction est vers 164th Street |
| Queens                                                    | Fresh Meadows                             | 10,02 | 16,13  | 25                                                                             | Utopia Parkway / 164th Street / 188th Street – Université de Saint John                                                          | Indiqué pour 188th Street en direction est et 164th Street en direction ouest                                                                                      |
| Queens                                                    | Fresh Meadows                             | 11,04 | 17,77  | 26                                                                             | Francis Lewis Boulevard | Sortie direction est, entrée direction ouest |
| Queens                                                    | Bayside                                   | 11,43 | 18,39  | 27                                                                             | I-295 (Clearview Expressway) vers I-95 / Grand Central Parkway – Bronx                                                           | Indiqué sortie 27S (sud) et 27N (nord); sortie 4E-W de l'I-295 |
| Queens                                                    | Bayside                                   | 11,93 | 19,20  | 28                                                                             | Oeania Street / Francis Lewis Boulevard                                                                                          | Sortie direction ouest, entrée direction est |
| Queens                                                    | Bayside                                   | 12,31 | 19,81  | 29                                                                             | Springfield Boulevard | |
| Queens                                                    | Bayside                                   | 12,91 | 20,78  | 30                                                                             | East Hampton Boulevard / Douglaston Parkway                                                                                      | Sortie en direction est seulement |
| Queens                                                    | Oakland Gardens                           | 13,27 | 21,36  | 31S                                                                            | Cross Island Parkway (en) sud – Aéroport JFK                                                                                     | |
| Queens                                                    | Oakland Gardens                           | 13,27 | 21,36  | 31N                                                                            | Cross Island Parkway (en) nord – Pont de Bronx-Whitestone                                                                        | Sortie direction ouest, entrée direction est |
| Queens                                                    | Little Neck                               | 14,25 | 22,93  | 32                                                                             | Little Neck Parkway / Douglaston Parkway                                                                                         | |
| Nassau                                                    | Lake Success                              | 15,43 | 24,83  | 33                                                                             | Lakeville Road / Community Drive – Great Neck                                                                                    | |
| Nassau                                                    | Lake Success                              | 15,43 | 24,83  | —                                                                              | Voies HOV 2+ est | Terminus ouest des voies HOV |
| Nassau                                                    | North Hills                               | 16,37 | 26,34  | 34                                                                             | New Hyde Park Road | |
| Nassau                                                    | North Hills                               | 17,57 | 28,28  | 35                                                                             | Shelter Rock Road – Manhasset | Sortie direction ouest via sortie 36 |
| Nassau                                                    | North Hills                               | 18,43 | 29,66  | 36                                                                             | Searingtown Road – Port Washington                                                                                               | |
| Nassau                                                    | Roslyn Heights                            | 18,95 | 30,50  | 37                                                                             | Willis Avenue – Mineola, Roslyn                                                                                                  | |
| Nassau                                                    | East Hills                                | 20,14 | 32,41  | 38                                                                             | Northern State Parkway (en) est vers Meadowbrook State Parkway (en) sud – Hauppauge, Jones Beach                                 | Sortie direction est, entrée direction ouest |
| Nassau                                                    | Limite East Hills–Old Westbury            | 20,31 | 32,69  | 39                                                                             | Glen Cove Road – Hempstead, Glen Cove                                                                                            | |
| Nassau                                                    | Jericho                                   | 24,07 | 38,74  | 40                                                                             | NY 25 (en) (Jericho Turnpike) – Mineola, Syosset                                                                                 | Indiqué sortie 40W (ouest) et 40E (est) |
| Nassau                                                    | Jericho                                   | 25,23 | 40,60  | 41                                                                             | NY 106 (en) / NY 107 (en) (N Broadway) – Hicksville, Oyster Bay                                                                  | Indiqué sortie 41S (sud) et 41N (nord) |
| Nassau                                                    | Jericho                                   | 26,05 | 41,92  | 42                                                                             | Northern State Parkway (en) – New York, Hauppauge                                                                                | Sorties directionnelles seulement (est vers est et ouest vers ouest); entrées directionnelles situées à l'ouest de la sortie 46                                    |
| Nassau                                                    | Syosset                                   |       |        | 43A                                                                            | Robbins Lane | Sortie direction ouest, entrée direction est |
| Nassau                                                    | Syosset                                   | 27,07 | 43,56  | 43                                                                             | South Oyster Bay Road – Bethpage, Syosset                                                                                        | |
| Nassau                                                    | Limite Syosset–Woodbury                   | 27,83 | 44,79  | 44                                                                             | NY 135 (en) – Seaford, Syosset                                                                                                   | Indiqué sortie 44S (sud) et 44N (nord) en direction est |
| Nassau                                                    | Woodbury                                  | 28,17 | 45,34  | 45                                                                             | Manetto Hill Road – Plainview, Woodbury                                                                                          | Sortie direction est, entrée direction ouest |
| Nassau                                                    | Plainview                                 | 28,95 | 46,59  | 46                                                                             | Sunnyside Boulevard – Plainview                                                                                                  | |
| Nassau                                                    | Plainview                                 | 29,65 | 47,72  | Poste d'inspection des camions (direction est)                                 | Poste d'inspection des camions (direction est)                                                                                   | Poste d'inspection des camions (direction est) |
| Limite Nassau–Suffolk                                     | Limite Plainview–Melville                 | 29,68 | 47,77  | 48                                                                             | Round Swamp Road – Old Bethpage, Farmingdale                                                                                     | |
| Suffolk                                                   | Melville                                  | 31,82 | 51,21  | 49                                                                             | NY 110 (en) – Amityville, Huntington                                                                                             | Indiqué sortie 49S (sud) et 49N (nord) |
| Suffolk                                                   | Limite Melville–Dix Hills                 | 34,25 | 55,12  | 50                                                                             | Bagatelle Road – Dix Hills, Wyandanch                                                                                            | |
| Suffolk                                                   | Dix Hills                                 | 35,87 | 57,73  | 51                                                                             | NY 231 (en) – Babylon, Northport                                                                                                 | |
| Suffolk                                                   | Dix Hills                                 | 37,00 | 59,55  | Aire de repos et Centre d'accueil des visiteurs de Long Island (direction est) | Aire de repos et Centre d'accueil des visiteurs de Long Island (direction est)                                                   | Aire de repos et Centre d'accueil des visiteurs de Long Island (direction est)                                                                                     |
| Suffolk                                                   | Dix Hills                                 | 38,56 | 62,06  | 52                                                                             | CR 4 (Commack Road) – North Babylon, Commack                                                                                     | Sortie direction ouest via sortie 53 |
| Suffolk                                                   | Limite Brentwood–Commack                  | 39,28 | 63,22  | 53                                                                             | Sagtikos State Parkway (en) – Bay Shore, Kings Park                                                                              | |
| Suffolk                                                   | Brentwood                                 | 39,28 | 63,22  | 54                                                                             | CR 7 (Wicks Road) | Maintenant intégré à la sortie 53 |
| Suffolk                                                   | Limite Brentwood–Hauppauge                | 41,72 | 67,14  | 55                                                                             | CR 67 (Motor Parkway) – Central Islip                                                                                            | |
| Suffolk                                                   | Hauppauge                                 | 42,66 | 68,65  | 56                                                                             | NY 111 (en) – Islip, Smithtown                                                                                                   | |
| Suffolk                                                   | Islandia                                  | 44,30 | 71,29  | 57                                                                             | NY 454 (en) – Patchogue, Commack                                                                                                 | |
| Suffolk                                                   | Islandia                                  | 45,64 | 73,45  | 58                                                                             | Old Nichols Road – Central Islip, Nesconset                                                                                      | |
| Suffolk                                                   | Ronkonkoma                                | 47,50 | 76,44  | 59                                                                             | CR 93 (Ocean Avenue) – Oakdale, Ronkonkoma                                                                                       | |
| Suffolk                                                   | Lake Ronkonkoma                           | 48,19 | 77,55  | 60                                                                             | CR 29 (Ronkonkoma Avenue) – Lake Ronkonkoma, Sayville                                                                            | |
| Suffolk                                                   | Holbrook                                  | 49,62 | 79,86  | 61                                                                             | CR 19 (Patchogue-Holbrook Road) – Patchogue, Holbrook                                                                            | |
| Suffolk                                                   | Holtsville                                | 51,24 | 82,46  | 62                                                                             | CR 97 (Nicolls Road) – Stony Brook, Blue Point                                                                                   | |
| Suffolk                                                   | Tripoint Holtsville–Farmingville– Medford | 53,04 | 85,36  | 63                                                                             | CR 83 (North Ocean Avenue) – Mount Sinai, Patchogue                                                                              | |
| Suffolk                                                   | Medford                                   | 54,29 | 87,37  | 64                                                                             | NY 112 (en) – Patchogue, Port Jefferson                                                                                          | |
| Suffolk                                                   | Medford                                   | 54,29 | 87,37  | —                                                                              | Voies HOV 2+ ouest | Terminus est des voies HOV |
| Suffolk                                                   | Medford                                   | 55,44 | 89,22  | 65                                                                             | CR 16 (Horse Block Road) – Centereach, Shirley                                                                                   | |
| Suffolk                                                   | Yaphank                                   | 57,41 | 92,39  | 66                                                                             | CR 101 (Sills Road) – East Patchogue, Yaphank                                                                                    | |
| Suffolk                                                   | Yaphank                                   | 58,55 | 94,23  | 67                                                                             | CR 21 (Yaphank Avenue) – Yaphank, Brookhaven                                                                                     | |
| Suffolk                                                   | Yaphank                                   | 60,17 | 96,83  | 68                                                                             | CR 46 (William Floyd Parkway) – Wading River, Shirley                                                                            | Indiqué sortie 68S (sud) et 68N (nord) en direction ouest |
| Suffolk                                                   | Manorville                                | 64,05 | 103,08 | 69                                                                             | Wading River Road – Wading River, Center Moriches                                                                                | |
| Suffolk                                                   | Manorville                                | 65,25 | 105,01 | 70                                                                             | CR 111 sud – Manorville, Eastport                                                                                                | |
| Suffolk                                                   | Limite Manorville–Calverton               | 69,27 | 111,48 | 71                                                                             | NY 24 (en) sud – Hampton Bays, Calverton                                                                                         | Sortie direction est, entrée direction ouest |
| Suffolk                                                   | Calverton                                 | 70,75 | 113,86 | 72                                                                             | NY 25 (en) (Middle Country Road) – Riverhead, Calverton                                                                          | Sortie direction est, entrée direction ouest |
| Suffolk                                                   | Calverton                                 | 71,02 | 114,30 | 73                                                                             | CR 58 est (Old Country Road) – Greenport, Orient                                                                                 | |
| - Péage - Accès incomplet - Accès réservé aux HOV - Fermé |                                           |       |        |                                                                                | | |